# Erregungszustand

Versuch einer Unterscheidung von inneren und äußeren Persönlichkeitsschichten sowie der Unterscheidung zwischen innerer und äußerer Erregung. Die konzentrischen Kreise sind auch als Körperschema auffassbar. Dies bedeutet, dass die äußere Peripherie der Kreise als Körperoberfläche verstanden werden kann.

Erregungszustand ist ein eher beschreibender Ausdruck für eine starke oder gar überstarke innere oder äußere Erregung. Sie ist daher unabhängig von einer ggf. krankhaften Bewertung im Sinne einer meist pathologischen Erregung. Gerade wegen dieser Unbestimmtheit wird die Bezeichnung Erregungszustand häufiger verwendet. Einer Erregung ist nämlich ihre Ursache oft nicht anzumerken. Durch Beschäftigung und beruhigendes Eingehen auf den Erregten kann dieser Zustand häufig günstig beeinflusst und behoben werden. Medikamente sind nur ausnahmsweise angezeigt.(a) Die eher beschreibende und physiologische Bedeutung des Begriffs ist vergleichbar mit der von → Gefühlszustand.(b)